# Anton Grumann

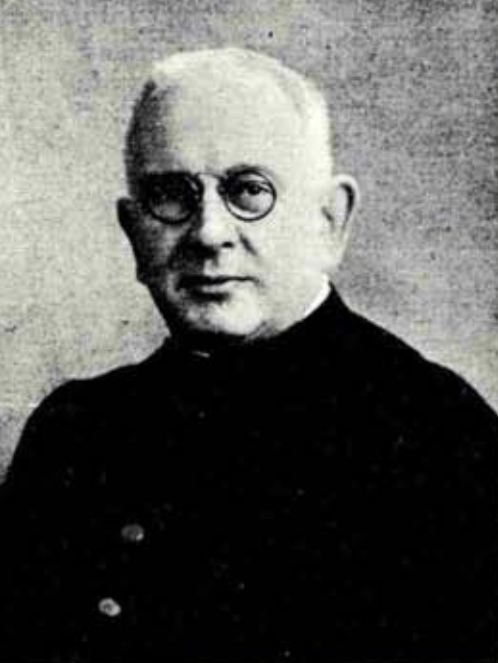
Anton Grumann

Anton Grumann (italienisch Antonio Grumann; * 26. September 1881 in Zimmern; † 16. Dezember 1937 in Möhringen) war ein deutscher katholischer Oberpfarrer, Schriftsteller und Übersetzer.

## Leben und Werk
Anton Grumann wurde am 26. September 1881 in Zimmern bei Immendingen geboren. Seine Eltern waren Rosa, geb. Hünerwadel und Franz Grumann. Ein paar Jahre nach seiner Geburt zog die Familie nach Geislingen an der Steige, später nach Weisenbach. Nach seinem Abitur im Konvikt in Rastatt, wurde er 1906 zum Priester geweiht. Seine Vikarsjahre verbrachte er in Zell im Wiesental und in der Pfarrkirche St. Stephan in Karlsruhe.
Dort erkrankte er schwer. Die Ärzte rieten ihm, sich in ein wärmeres und milderes Klima versetzen zu lassen. Daraufhin wurde er 1909 in Florenz als Seelsorger für die deutsche Gemeinde tätig, wo er die Geschichte Pinocchio ins Deutsche übersetzte und sie 1913 unter dem Titel Das hölzerne Bengele veröffentlichte. Nach Ausbruch des Ersten Weltkrieges musste er seine Gemeinde verlassen und übernahm 1915 die Stelle des Anstaltspfarrers in der Illenau. In der Illenau betreute Grumann geistig kranke Menschen mit großem Engagement. Er übersetzte mehrere Werke und veröffentlichte die Fortsetzung von Pinocchio unter dem Titel Die Geschichte von Bengeles Schwester.
Grumann leistete Widerstand gegen die Zwangssterilisierungen der Nationalsozialisten und informierte 1935 das Erzbischöfliche Ordinariat über seine Amtsenthebung und das eingeleitete Dienststrafverfahren gegen ihn. Er erkannte früh die verheerenden Absichten der Nationalsozialisten bezüglich der Vernichtung von unwertem Leben. Nach seiner Entlassung zog Grumann nach Aulfingen, wo er nur noch kurze Zeit als Seelsorger tätig sein konnte. Er verstarb am 16. Dezember 1937 in Möhringen. Seine Beerdigung fand unter großer Anteilnahme von Ärzten, Pflegern und Geistlichen statt.

## Schriften (Auswahl)
- Die Geschichte vom hölzernen Bengele, lustig u. lehrreich f. kleine u. große Kinder, Übersetzung von Pinocchio. Verlag Herder, Freiburg i. Br. 1913
- Vorwort („Zum Geleite“) zu Max Butziwackel der Ameisenkaiser. Verlag Herder, Freiburg i. Br. 1920
- Da kommt der Heilige, ein Lebensbild d. hl. Franz von Assisi, Übersetzung von Pietro Magnis Franziskusbuch. Verlag Herder, Freiburg i. Br. 1930
- Die Geschichte von Bengeles Schwester, Fortsetzung von Das hölzerne Bengele, Verlag Herder, Freiburg i. Br. 1931
- Manoscritti Don Grumann 1. Sancti Antonini Praedicationes, eine handschriftliche Sammlung von Predigten des Heiligen Antoninus, in der Erzbischöflichen Kurie in Florenz.
- S. Antonini Quadragesimale, Quadragesimale des Heiligen Antoninus für die Fastenzeit, handschriftlich, in der Erzbischöflichen Kurie in Florenz.
- Chronik des Klosters San Marco, im Archiv des Römisches Institut der Görres-Gesellschaft
- La casa di Sant’Antonino in Rivista delle biblioteche e degli archivi, XXV, 5-6, 1914, pp. 81-87., über den Geburtsort und Wohnsitz des Heiligen Antoninus.[5]